# Трегубов, Иван Сергеевич
Ива́н Серге́евич Трегу́бов (19 января 1930, с. Ливадка, Дубёнский район — 1 сентября 1992, Москва) — советский хоккеист, защитник. Заслуженный мастер спорта СССР.

## Образование
В 1963 году окончил школу тренеров Военного факультета при Государственном дважды орденоносном институте физической культуры имени П. Ф. Лесгафта.

## Спортивная биография
Олимпийский чемпион и чемпион мира 1956 года, лучший защитник мира 1958 и 1961 годов. Заслуженный мастер спорта СССР (1956).
Выступал в паре с Николаем Сологубовым. Оба начинали свой спортивный путь на Дальнем Востоке. Именно по рекомендации Сологубова Трегубов был приглашён в Москву. Сологубов так отзывался о своём партнёре: «Я не знал спортсмена более выносливого, нежели мой товарищ. Прибавьте теперь к изумительной физической выносливости, громадной силе тонкость и остроту так называемого игрового мышления, безудержную, подчас чересчур залихватскую смелость, пушечный бросок („Трегубов может броском отрубить ногу“, — говорили о нём) — и перед вами предстанет непроходимый защитник».
Во время броска Трегубов всегда хитрил — то паузу делал, то вместо броска отдавал передачу на дальнюю штангу партнёру.
Трегубов почти не пользовался силовыми приёмами и тем не менее никогда один на один никому из противников не проигрывал. В Канаде Трегубова за мощную атлетическую игру прозвали «Иваном Грозным». Обладая высокой скоростью и манёвренностью при беге спиной вперёд, он, откатываясь, всё время сохранял необходимую дистанцию и выбивал шайбу у соперников благодаря мастерству владения клюшкой.
В 1962 году Трегубова отчисляют из ЦСКА. Он вместе с Зингером и группой молодых хоккеистов переходит в СКА (Куйбышев), где тренером был бывший армеец Виноградов. Два сезона был лидером в Куйбышеве, но затем получил тяжёлую травму ноги и уехал в Москву. Здесь на него вышел тренер воскресенского «Химика» Николай Эпштейн и предложил продолжить карьеру. Трегубов смог сыграть за «Химик» только сезон — нарушения режима свели на нет возможность возвращения на высокий уровень.
Введён в Зал Славы отечественного хоккея.
Похоронен на Востряковском кладбище.

## Клубная карьера
- 1950—1952 — ОДО (Хабаровск)
- 1952—1962 — ЦДСА, ЦСК МО, ЦСКА
- 1962—1964 — СКА (Куйбышев)
- 1964—1965 — «Химик» (Воскресенск)

## Достижения
- Чемпион Зимних Олимпийских игр (1956).
- Чемпион мира (1956), второй призёр ЧМ (1955 и 1957—1959), третий призёр ЧМ (1961). Лучший защитник мира (1958 и 1961 годы). На ЧМ и ЗОИ — 44 матча, забросил 14 голов.
- 6-кратный чемпион СССР (1955, 1956, 1958—1961), второй призёр чемпионатов СССР (1952—1954 и 1957), третий призёр (1962). В чемпионатах СССР — 283 матча, забросил 60 шайб.
- Обладатель Кубка СССР (1954—1956 и 1961). В Кубке СССР забросил 9 шайб.

## Награды
- Медаль «За трудовую доблесть» (27.04.1957) — «за успехи, достигнутые в деле развития массового физкультурного движения в стране, повышения мастерства советских спортсменов, и успешное выступление на международных соревнованиях»